# 宋飛 (演奏家)
宋飞（1969年—），女，天津人，中国二胡演奏家，一级演员。精通胡琴、古琴、及琵琶等民族弦樂器，被封為「民樂皇后」。 现任哈尔滨音乐学院院长，中国音乐家协会副主席，九三学社社员。

## 生平
7岁开始正式学习二胡，并登台表演；1981年进入天津音乐学院附屬中學，期间多次参加公开的表演；1987年考入中国音乐学院器乐系，其间还兼学古琴、琵琶等乐器；1990年，天津电视台为她录制了电视音乐片《青春浪漫纔情飞》；1991年毕业时，因成绩优异获得学院大奖；随后在中央民族乐团担任独奏演员。
1990年代，宋飞随郑小瑛的“爱乐女乐团”经常在中国大陸多所高等院校演出，进行民族音乐的普及工作。1996年，與9位女演奏家组建“华韵九芳”，进行民族音乐的推广、研究、演出。1999年開始於中国音乐学院从事教学工作。2001年从中国音乐学院开设的文化部民族声乐、器乐研究生班毕业。
2004年向中国中央电视台《新闻调查》栏目举报，称当年二胡专业招生考试存在不公正现象，并接受了央视记者的访谈，访谈内容被制作成节目，于当年4月5日播出。
2009年1月，出任中国音乐学院副院长。
2018年1月，经北京市委、市政府任命，调任中国戏曲学院副院长。

## 所获獎項
- 1989年4月，获第一届“山城杯”全国部分民族器乐电视大奖赛二等奖
- 1989年6月，获首届“ART”杯中国乐器国际比赛，青年专业组一等奖；
- 还曾获中国“金唱片”奖，
- 中国唱片“金碟”奖
- 中国国际音像博览会“特金奖”
- “亚洲十大发烧唱片”等。

## 個人專輯
1. 清明上河图 胡琴领奏
2. 清明上河图
3. 凌波仙子
4. 阿炳器乐作品专辑
5. 华韵九芳
6. 华韵九芳
7. 国色
8. 一支花
9. 宋飞二胡独奏专辑《长城》
10. 宋飞与爱乐女
11. 国色天香
12. 第一二胡狂想曲
13. 长城随想-二胡协奏曲精选辑
14. 全国二胡考级曲目辅导示范十级(5VCD)
15. 全国二胡考级曲目辅导示范九级(4VCD)
16. 全国二胡考级曲目辅导示范八级(3VCD)
17. 全国二胡考级曲目辅导示范七级(3VCD)
18. 全国二胡考级曲目辅导示范六级(3VCD)
19. 全国二胡考级曲目辅导示范五级(3VCD)
20. 全国二胡考级曲目辅导示范四级(2VCD)
21. 全国二胡考级曲目1-3级(4VCD)
22. 二胡考级辅导大全十级
23. 二胡考级辅导大全九级
24. 二胡考级辅导大全八级
25. 二胡考级辅导大全七级
26. 二胡名曲指导
27. 中国最具影响力艺术家：宋飞二胡教学精粹-经典创作曲目
28. 怎样演奏二胡名曲(6VCD)
29. 弦风 宋飞二胡独奏音乐会(VCD)
30. 宋飞-二胡演奏专集

## 歷年演出作品
1. 吴厚元　第壹二胡协奏曲《红梅随想曲》
2. 刘文金　《長城隨想二胡協奏曲》
3. 吴厚元　第贰二胡协奏曲《竹韵》
4. 劉天華  《燭影搖紅》
5. 劉文金  《火—彩衣姑娘》
6. 關迺忠  《追夢京華》

## 外部連線
- 宋飛為香港医院管理局慈善基金演出（页面存档备份，存于）
- 二泉映月 宋飞（页面存档备份，存于）
- 宋飞| 中国音乐家协会官方网站 （页面存档备份，存于）